# 2000 GV146
2000 GV146, também escrito como 2000 GV146, é um objeto transnetuniano (TNO) que está localizado no cinturão de Kuiper, uma região do Sistema Solar. Este corpo celeste é classificado como um cubewano. Ele possui uma magnitude absoluta (H) de 7,6 e, tem um diâmetro estimado com cerca de 133 km, por isso existem poucas chances que o mesmo possa ser classificado como um planeta anão, devido ao seu tamanho relativamente pequeno.

## Descoberta
2000 GV146 foi descoberto no dia 02 de abril de 2000 pelos astrônomos D. C. Jewitt, C. A. Trujillo e S. S. Sheppard.

## Órbita
A órbita de 2000 GV146 tem uma excentricidade de 0.068 e possui um semieixo maior de 43.988 UA. O seu periélio leva o mesmo a uma distância de 40.990 UA em relação ao Sol e seu afélio a 46.986.